# Пластинчатый отсекатель
Пласти́нчатый отсека́тель (англ. Splitter plate) —  разделительная перегородка между воздухозаборником и фюзеляжем, устанавливаемая на реактивных самолётах. Образующаяся щель используется для отвода пограничного слоя, нарастающего на фюзеляже, от воздухозаборников.

## Управление пограничным слоем
Основными недостатками боковых воздухозаборников являются затенение одного из них фюзеляжем во время выполнения маневров со скольжением при сверхзвуковой скорости полёта и влияние на их работу пограничного слоя, который является основным источником неравномерности поля скоростей в воздухозаборнике и воздушном канале. Пограничный слой возникает в результате вязкого трения воздушного потока на обтекаемых поверхностях самолёта, причём скорость потока у обшивки резко падает до нуля. При сверхзвуковом обтекании скачки уплотнения, взаимодействуя с пограничным слоем, вызывают местный отрыв потока от обтекаемой поверхности с резким увеличением толщины пограничного слоя. Неравномерность распределения скорости из-за пограничного слоя возрастает так значительно, что, например, в самолёте с воздухозаборниками, непосредственно прилегающими к обшивке фюзеляжа уменьшается тяга, а удельный расход топлива увеличивается.
При высоких скоростях полёта на поверхностях летательного аппарата перед воздухозаборником накапливается низкоэнергетический пограничный слой, проникающий в воздухозаборник и ухудшающий эффективность торможения потока и вызывающий уменьшение эффективной тяги двигателя. Для борьбы с этим явлением применяют системы управления пограничным слоем, в состав которых обычно входят системы отсасывания или слива пограничного слоя.
Часто отсекатель имеет перфорацию, через которую отводится собственный пограничный слой отсекателя.